# Jiřina Skupová
Jiřina Skupová (2. února 1895 Mladá Boleslav – 11. července 1970 Chrást ) byla česká loutkoherečka, manželka Josefa Skupy a v letech 1957–1962 ředitelka divadla Spejbla a Hurvínka v Praze.

## Život

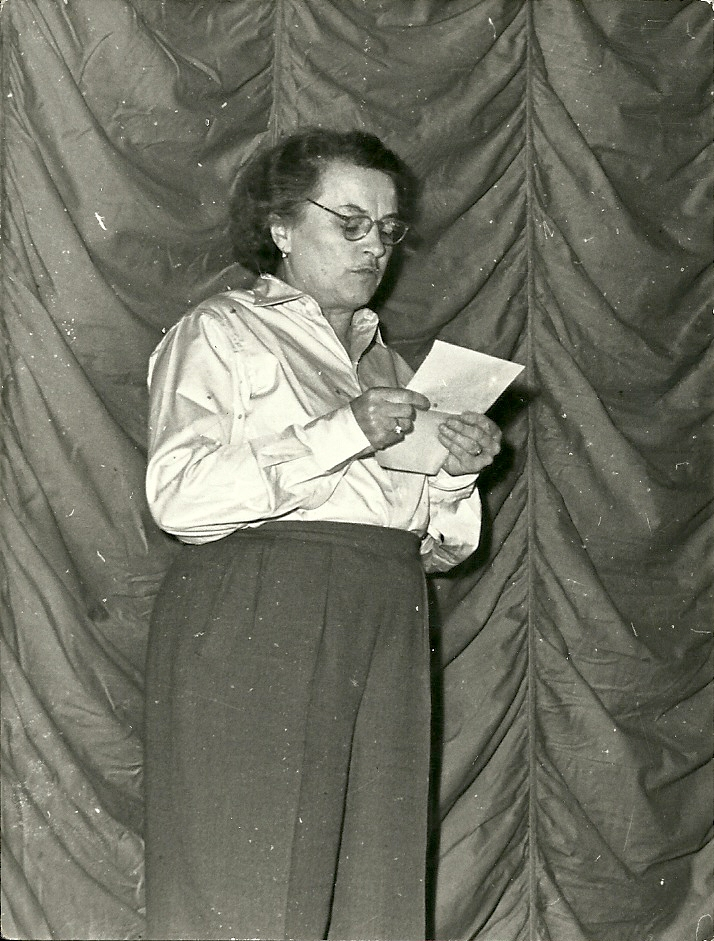
Jiřina Skupová

Jiřina Skupová se narodila jako Jiřina Schwarzová dne 2. února 1895 v rodině finančního rady. Dne 12. června 1920 se provdala za středoškolského profesora Josefa Skupu. Jejich manželství zůstalo bezdětné, ale byla celý život Skupovi věrnou partnerkou jak v domácnosti, tak na jevišti. Skupova žena se stala členkou amatérského Loutkového divadla feriálních osad v Plzni, kde působil i její manžel, a poté co Skupa z divadla odešel a založil v Plzni vlastní profesionální scénu, tak ho i sem věrně doprovázela. Zde například pomáhala s přípravou scény a dokonce napsala několik loutkových her (Hurvínkovy zimní radovánky, Jak se čerti ženili).
Nejznámější je ovšem její působení v roli loutkoherečky, zejména vodičky již tehdy oblíbené loutky Hurvínka (kterému hlas propůjčoval její manžel). Po roce 1945 přesídlila (tak jako celé Skupovo divadlo) do Prahy.
Ke konci života se Skupa potýkal se zdravotními problémy a začalo se přemýšlet o dalším osudu divadla. Jiřina Skupová soudila, že po manželově smrti by i divadlo – coby jeho výtvor – mělo skončit, ale Miloš Kirschner (Skupův alternant v dvojroli Spejbla a Hurvínka) a ostatní mladí herci chtěli v činnosti pokračovat. Spor nakonec rozhodl sám Josef Skupa, když krátce před smrtí oficiálně jmenoval Kirschnera svým nástupcem a manželovo rozhodnutí akceptovala, ač nerada, i Skupova žena. Dokonce po manželově smrti působila v letech 1957 až 1962 jako ředitelka divadla.
Oceněna titulem zasloužilá umělkyně.